# Kaitersberg
Le Kaitersberg est une crête rocheuse dans le massif de la forêt de Bohême.

## Géographie
Le chaînon montagneux s'étend vers l'est jusqu'au Großer Arber.

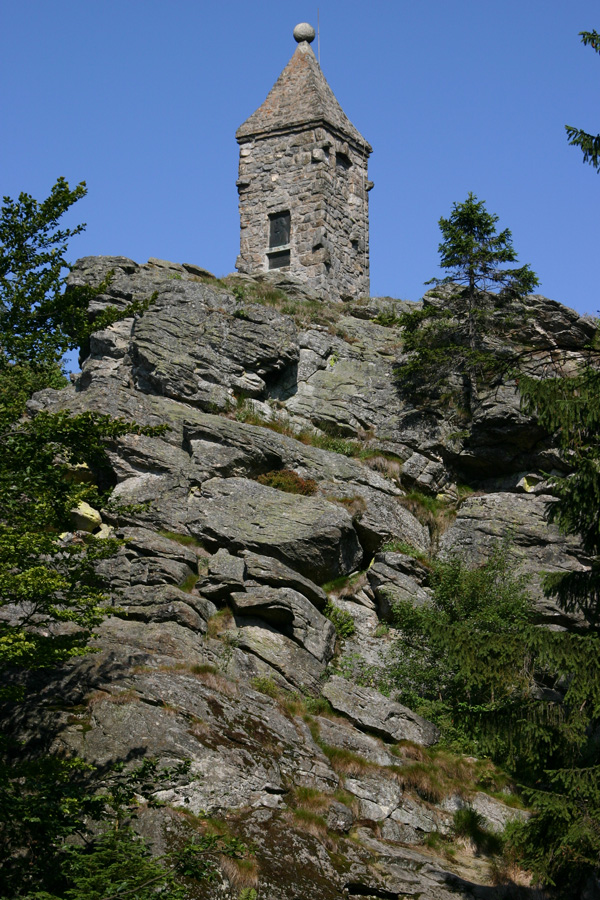
Le monument à Maximilian Schmidt.

Le plus haut sommet est le Großer Riedelstein à 1 133 mètres d'altitude, où se trouve un monument à Maximilian Schmidt. Sur le Mittagstein (1 034 m) se trouve le refuge de Kötzing. Les autres sommets qui se distinguent comme des formations rocheuses de gneiss sont le Kreuzfelsen (998,5 m) avec une croix sommitale, le Steinbühler Gesenke (1 044 m) et le Hohe Stein (1 042 m). Au-dessous du Kreuzfelsen se trouve la grotte de Michael Heigl, bandit bavarois du XIXe siècle.